# Oller Kahn mit Größenwahn
Oller Kahn mit Größenwahn ist eine britische Filmkomödie von Alexander Mackendrick, in deren Mittelpunkt ein kleiner, alter Frachtkahn, ein sogenannter Clyde Puffer, steht. In typischer Ealing-Komödien-Manier wird hier auf persiflierende Weise der Zusammenstoß zweier Kulturen thematisiert und zwar in Gestalt eines verschroben-gewieften, schottischen Binnenschiffers und eines großsprecherisch-getriebenen US-amerikanischen Geschäftsmannes.

## Handlung
Die „Maggie“ hat schon so manches Jahrzehnt auf britischen Binnenschifffahrtswegen überstanden. Ihr „Lebenstempo“ entspricht ganz dem Gemüt ihres kauzigen Kapitäns, des bärbeißig-streitfreudigen Schotten MacTaggart, einem ausgewiesenen Schlitzohr. Da er dringend 300 Pfund benötigt, um seine Schiffslizenz zu erneuern, geht MacTaggart nolens volens auf ein Angebot ein, dass ihm der stocksteife Engländer Mr. Pusey macht: MacTaggarts Kahn soll das Mobiliar für einen Amerikaner transportieren, der die Einrichtungsgegenstände seiner Frau zur Neugestaltung des soeben käuflich erworbenen Heims schenken möchte. Dieser handfeste US-Geschäftsmann Calvin B. Marshall ist das komplette Gegenteil des Schotten, der bei aller Skurrilität in seinem Wesen doch stets die Ruhe weg hat: Marshall steht ständig unter Strom und ist der Inbegriff eines gehetzten großstädtischen Yankees. MacTaggart erhält von Pusey den Zuschlag für diesen Auftrag – doch lediglich aus einem Missverständnis heraus: Denn der Engländer, Vertreter einer komplett ausgelasteten Reederei, hat fälschlicherweise geglaubt, dass der modernere Pott, der gleich neben der „Maggie“ ankert, dasjenige Schiff sei, mit dem MacTaggart seine Fracht zu transportieren pflegt.
Calvin Marshall, der gewohnt ist, nur das Beste zu bekommen, ist entsetzt, als er erfährt, mit welchem Klapperkahn seine kostbare Möblierung unterwegs ist. Sofort schwingt sich der Getriebene ins Flugzeug und mietet auch noch ein Auto an, um aus der Luft wie zu Lande die ruhig ihre Wasserbahn entlang tuckernde „Maggie“ zu verfolgen. Schließlich holt er das Schiffchen ein und verdonnert Pusey, der ihm diesen Deal „eingebrockt“ hat, dazu, dafür Sorge zu tragen, dass bei nächstmöglicher Gelegenheit die Fracht auf ein moderneres und fahrtüchtigeres Schiff umgeladen wird. MacTaggart ist dies gar nicht recht, und er sorgt dafür, dass er bald diesen ungebetenen Gast von Bord verschwindet: Pusey wird wegen angeblicher Wilderei von der Polizei abgeführt. Nun sieht Marshall keine andere Möglichkeit mehr, als die Dinge in die eigenen Hände zu nehmen. So hat MacTaggart bald den nächsten unwillkommenen Gast an Bord, der sich jedoch längst nicht so leicht austricksen lässt wie der blasierte Engländer und darüber hinaus auch noch die Mannschaft antreibt. Die Gezeiten und die lokale Bürokratie machen dem Amerikaner jedoch rasch einen Strich durch die Rechnung bei seiner Bemühung, selbst dafür zu sorgen, dass die Fracht die „Maggie“ verlässt und auf einem in seinen Augen sichereren Schiff umgeladen wird.
Im Laufe der unfreiwilligen gemeinsamen Reise wird Marshall der Crew gegenüber milder gestimmt und man nähert sich allmählich an. Auch zeigt sich Captain MacTaggart als gerissener Seebär, in dem er einmal durch ein cleveres Schiffsmanöver die Entladung von Marshalls Fracht unmöglich macht. Bald beginnt sich Marshall dem schottischen Verständnis, dass das Leben ein ruhiger Fluss sei, anzupassen, und er gerät auch nicht mehr außer Fassung, als man mit der „Maggie“ kurz einmal anlegt, um an dem Geburtstag eines 100-jährigen Inselbewohners teilzunehmen. Die frühreife Lebensklugheit einer 19-Jährigen, die vor der Entscheidung ihres Lebens steht, einen von zwei in Frage kommenden Männern heiraten zu wollen, lässt Marshall auch seine eigene Ehe, mit der es nicht zum Besten bestellt ist, da er sich mehr seinen Geschäften als seiner Gattin widmet, hinterfragen.
Nach einigem Hin und Her nähert sich die „Maggie“ allmählich ihrem Ziel – da versagt der Motor. Der hemdsärmelige Marshall lässt sich, kurz vor dem Ziel, davon aber nicht unterkriegen und bringt die Maschine wieder zum Laufen. Doch im Moment der Unachtsamkeit tuckert der Kahn mit dem reparierten Motor zu nah an die Küste und läuft auf einen Felsen auf. Marshall ist sich im Klaren, dass man die „Maggie“ nur dann flott bekommen kann, wenn die Mannschaft seine Fracht über Bord wirft. MacTaggart informiert seinen amerikanischen Auftraggeber, dass die Fracht jedoch nicht versichert sei. Dem ist nun alles egal, und Marshall gibt sein Okay, die Möbel über Bord zu werfen. Am Ende sind alle heil am Ziel angekommen, zwar ohne Ladung, aber doch als Freunde. Marshall überlässt MacTaggart sogar das Geld für die Frachtverschiffung, obwohl das Mobiliar längst auf dem Meeresgrund liegt. Aus Dankbarkeit, durch die Großzügigkeit des Amerikaners die dringend benötigte Lizenz erneuern zu können, benennt Kapitän MacTaggart seine „Maggie“ in „Calvin B. Marshall“ um.

## Produktionsnotizen
Oller Kahn mit Größenwahn, später auch unter den Titeln Die Maggie und Der alte Kahn gezeigt, entstand 1953 vor Ort in Schottland und wurde am 25. Februar 1954 in Großbritannien uraufgeführt. Die deutsche Erstaufführung erfolgte am 25. Dezember 1958 in der Originalfassung. Am 29. Januar 1967 wurde der Streifen in einer synchronisierten Fassung erstmals im deutschen Fernsehen (ZDF) gezeigt.
Die Bauten entwarf Jim Morahan.

## Kritiken
„Gesegnet seien Mr. Mackendrick und die Gerissenheit der Schotten. Gesegnet seien Michael Balcon und seine Ealing Studios. Für die geschmeidige Kombination all dieser Faktoren, die in diesem Film gezeigt werden und ihn zu einem vergnüglichen Stück Unterhaltung werden ließen, die so erfrischend ist wie die Luft der Hebriden.“

„Einigermaßen amüsante Komödie über die gerissenen Schotten, nicht die beste Komödie des Studios, aber recht erheiternd.“

„Eine Filmkomödie, die durch Humor und liebevoll-realistische Charakterzeichnung für sich einnimmt.“